# Svalovîci, Liubeșiv
Svalovîci (în ucraineană Сваловичі) este un sat în comuna Hoțun din raionul Liubeșiv, regiunea Volînia, Ucraina.

## Demografie
Componența lingvistică a localității Svalovîci
     Ucraineană (100%)
Conform recensământului din 2001, toată populația localității Svalovîci era vorbitoare de ucraineană (100%).